# جیم آبانکورت
جیم آبانکورت (انگلیسی: Jim Ablancourt؛ زادهٔ ۳ ژوئیه ۱۹۸۳) بازیکن فوتبال است.